# 鸟类贸易
鸟类贸易是动物贸易的一个重要组成部分，有着很长的历史，原则上讲，鸡鸭等家禽的贸易也应属于鸟类贸易的范畴，但实际上人们通常所说的鸟类贸易并不包括这些将家禽作为食物而进行的贸易

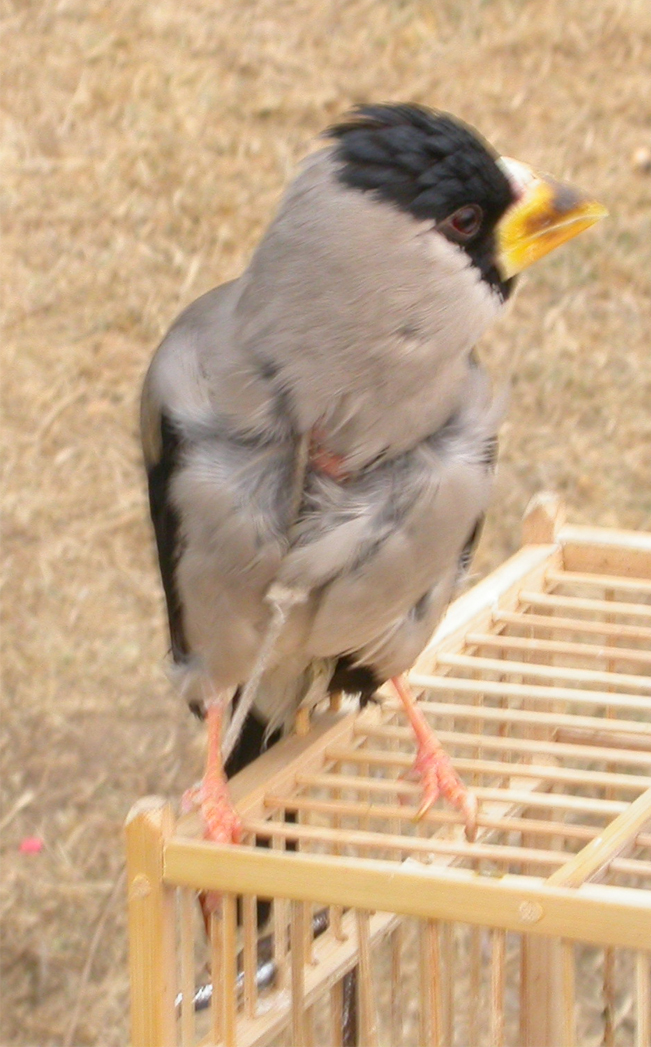
一隻被人類豢養的黑頭蠟嘴雀

## 鸟类贸易的对象

### 驯养鸟类
驯养鸟类指的是在人工饲养条件下获得稳定繁殖的鸟类，被人类成功驯养的鸟类除了鸡鸭鹅等家禽还包括白文鸟、十姐妹、金丝雀、虎皮鹦鹉等众多品种。驯养鸟类的贸易是鸟类贸易的重要组成部分，相对于野生鸟类的贸易，驯养鸟类贸易得到更多国家法律的允许。
在中国，驯养鸟类贸易曾经在1990年代初期红火一时，那时一些较为稀有和名贵的驯养鸟类品种的身价被抬高至万余元人民币，饲养和繁殖宠物鸟成为一种一夜暴富的途径，那个时期在中国社会上出现了大量下岗职工，他们中有相当一部分人投身宠物鸟繁殖，也为这一产业泡沫的膨胀起到了推动作用，然而不久之后泡沫的破裂导致很多人蒙受了巨大的经济损失。

### 野生鸟类

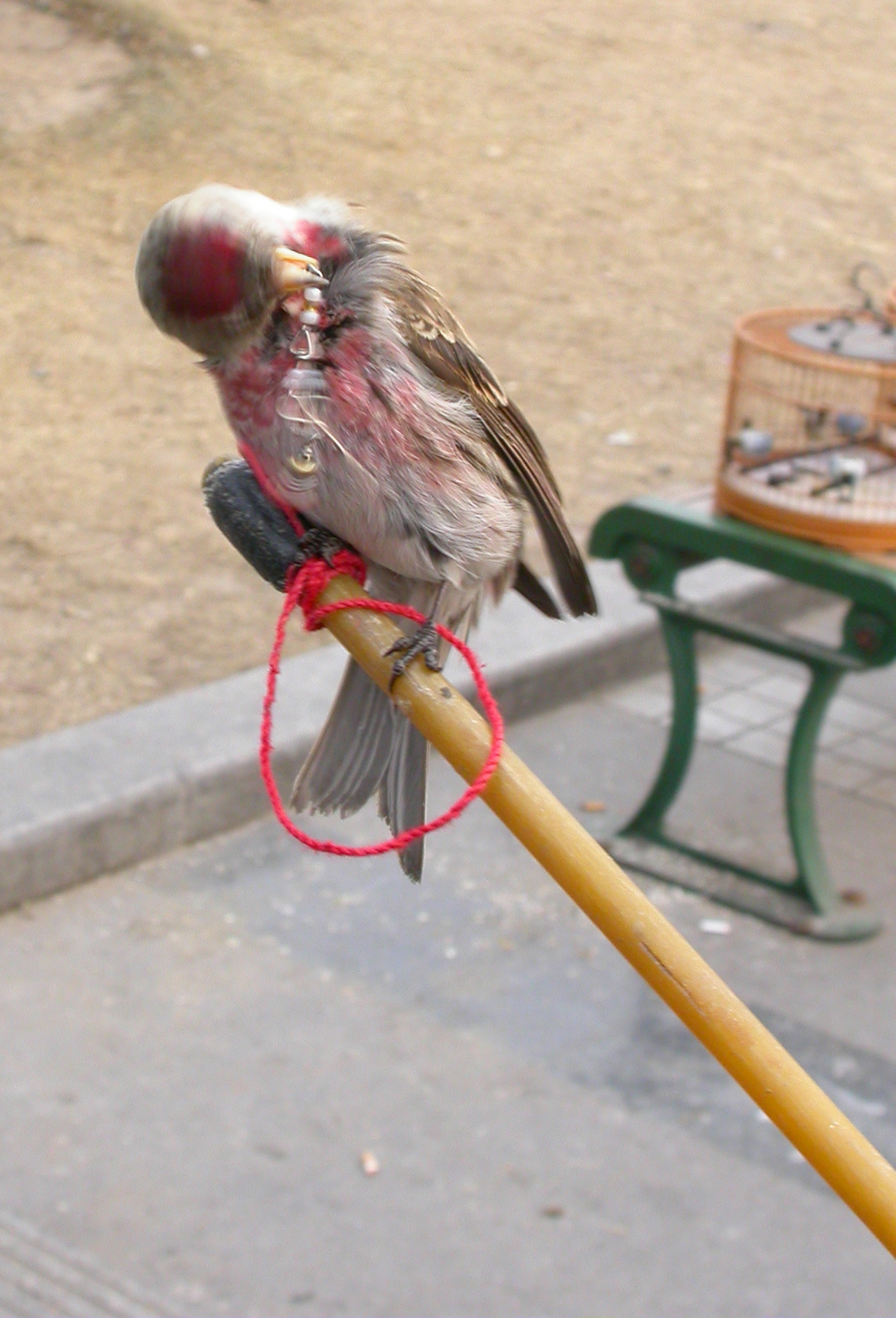
这只在鸟市上出售的白腰朱顶雀一直试图咬开束缚自己的脖锁

野生鸟类的贸易是鸟类贸易的另一重要组成部分，同时也是饱受争议的一部分，一些环境保护主义者和动物福利主义者将野生鸟类贸易称为阳光下的罪恶。许多国家的法律处于环境保护的考虑是禁止野生鸟类贸易的，但由于常常在执法过程中面临举证的困扰，因而在一些国家和地区，野生鸟类的贸易实际上处于失控的状态。
野生鸟类贸易主要涉及以下几个方面：
- 作为宠物进入市场：绝大多数野生鸟类是作为宠物进入贸易市场的，中国将野生鸟类作为宠物饲养有着悠久的历史，作为宠物也有不同的玩赏方式。
  - 欣赏鸣唱或形体：这一类的鸟类大多有悦耳的鸣声或悦目的体羽，前者如大山雀、八哥、画眉；后者如太平鸟、银耳相思鸟、金刚鹦鹉等。
  - 参与杂耍：在漫长的饲养野生鸟类的过程中，人们发现一些鸟类智力水平较高，可以完成各种复杂程度不同的杂耍项目，这些鸟类多为进化程度较高的雀形目鸟类，如黑尾蜡嘴雀、锡嘴雀、太平鸟等。
  - 进行赌赛：很多鸟类在繁殖期有占区争斗的行为，人们利用鸟类的这种习性，引两者相斗以赌赛输赢，这一类的鸟如:画眉、鹌鹑等。
  - 参与狩猎：隼形目鸟类长久以来就被人类用以进行狩猎活动，在很多文化中，猎鹰都是受到人们欢迎的文化符号，甚至是人们生活的必须工具，例如在阿拉伯世界，手架猎隼进行狩猎是上流社会非常流行的休闲活动。他们对猎隼的需求极大地刺激了对这一鸟种的国际贸易，很多猎隼经过中国－巴基斯坦－伊朗－阿拉伯世界这一途径被捕捉和贩运至远离家乡的荒漠。在中国，除了隼形目的鸟类雀形目伯劳科的鸟类有时也被用来进行娱乐性的狩猎。
- 作为放生对象进入市场：放生是佛教文化圈特有的现象，佛教和受到佛教影响的地方宗教有朴素的尊重生命的观念，他们的教义常常要求信徒善待生命，受到这些宗教影响的社会常常将放生视为最平常的善举。本來教义期望的是信徒見到因鸟类贸易或其他因素有生命即將消逝時，信徒能夠予以阻止，將該生命購入後放生。但是後來放生的行为已經變質，有些商家特意補捉许多鳥隻，掛上「放生鳥」的招牌販售，信徒是从商家手中大量购买野生或家养的「放生鳥」并在特定的节日直接将他们放归自然，放生行为變質成一種類似歐洲中古時代贖罪券的做作、作態。這種變質的放生行为受到一些环保主义者的指责，他们认为这种放生行为鼓励了对包括鸟类在内的野生生物的捕捉，因為當有人對於購買野生動物來放生有需求時，同樣就會使供給方有誘因去捕捉野生動物提供人們購買以獲取利潤，如此一來，放生行为在變質後事實上達成的效果相當有限，有時甚至是反效果，而在捕捉和贩运过程中野生动物的损失率极高，因而这种偽善举的背后是对野生动物血淋淋的屠杀。在中國的晉朝，世說新語曾對此種變質的放生行为譴責。
- 作为标本进入市场：在中国只有极少数野生动物标本业的从业者是取得了合法执照的，他们一般都接受过专门的训练，以合法来源的野生动物尸体制作标本，出售的对象则主要是博物馆、高等院校和科研机构；而其他大量的从业者都是没有合法身份的，他们自己捕捉野生动物，并制作标本，由于没有接受过专门培训，他们所制作的标本大多不具有科学研究价值，仅仅作为装饰品出售给需要的普通民众。这一类贸易涉及的鸟类大多为体形较大的猛禽。
- 作为野味进入市场：在全世界绝大多数地区均有将野生鸟类作为食物的历史，在中国这种传统尤甚，几乎所有鸟类都是人类食谱中的成员，甚至连以垃圾腐肉为食的乌鸦都被拿来制作假冒的烧鸡；在这些鸟类中以美味而著名的有：黄胸鹀（禾花雀）、花尾榛鸡（飞龙）、环颈雉、绿翅鸭等。还有些地方，借助某些鸟类借群繁殖的习性，在繁殖期内大量捡拾鸟蛋，给鸟类的生存带来了极大的威胁。
- 作为药物进入市场：长久以来中医理论中应用了大量的鸟类，中药学巨著《本草纲目》中禽部的记录甚多，这使得很多鸟类作为中药进入市场，但近年来随着中医药管理当局本着环境保护的原则调整了政策，作为药物进入贸易市场的鸟类越来越少。

## 对鸟类贸易的批评
对鸟类贸易的批评主要来自环保领域，并主要针对野生鸟类的贸易。环保主义者认为鸟类贸易对生态环境产生了严重的破坏作用，同时在鸟类贸易过程中，出于节约成本和防范执法人员检查的考虑，被贩卖的鸟类常常不能得到很好的对待。
例如：
- 有北京的环保人士经实地调查获知，在河北省怀来县一些猛禽标本制作者以残酷的方式对待捕获的猛禽，他们将猛禽的双眼刺瞎，将其置于空屋禁水禁食直至饿死，据称这样会大量消耗猛禽的皮下脂肪，极大方便标本剥制，但一些体形特别巨大的鸟类如金雕却需要为此而承受长达2－3月的痛苦。
- 北京首都机场海关曾截获一批拟贩运至阿拉伯世界的猎隼，贩运者为保证它们在途中安静，将他们的双眼眼睑缝合。

## 鸟类贸易的影响

### 生态影响
鸟类贸易的生态影响主要集中在以下几个方面：
- 对野外种群生存构成威胁：野生鸟类贸易过程中，野鸟的死亡率极高，甚至可以大达到80-90%，因而野生鸟类贸易巨大的市场需求背后使更加巨大的野外捕捉量，而这种捕捉有可能会对某些物种的野外种群构成毁灭性的影响，如分布于北美洲的旅鸽曾经是当地最为常见的鸟类，但被人类作为食物大量捕捉和贩卖，在20世纪灭绝；又如曾经在亚洲东部有着巨大种群的绿翅鸭、白眉鸭和花脸鸭因为肉味鲜美而被捕杀贩运，在过去的数十年里种群数量陡降；近些年来信天翁数量的大幅度下降就于繁殖地受到人类干扰，其中包括人类捡拾鸟蛋，对着一类的鸟造成了严重的威胁。
- 引入外来物种：由于人类的参与，鸟类贸易实际上是不受地理分割局限的，因而很多鸟种借由鸟类贸易的途径以非自然的方式扩散，在一些地区形成入侵物种，这些入侵种有时会占据土著种的生态位，造成土著种数量的急剧下降乃至灭绝。这一影响在那些用于放生的鸟类中尤为显著。
- 传播疾病：鸟类贸易有时会成为疾病传播的渠道，例如有学者指出，曾经肆虐美国的西尼罗河病毒相信就是经由鸟类贸易的途径由非洲扩散到北美的。